# Leacock Regional Park
Leacock Regional Park är en park i Australien. Den ligger i delstaten New South Wales, i den sydöstra delen av landet, omkring 30 kilometer väster om delstatshuvudstaden Sydney.
Runt Leacock Regional Park är det tätbefolkat, med 591 invånare per kvadratkilometer.. Närmaste större samhälle är Auburn, omkring 16 kilometer nordost om Leacock Regional Park. 
I omgivningarna runt Leacock Regional Park växer i huvudsak städsegrön lövskog. Genomsnittlig årsnederbörd är 1 288 millimeter. Den regnigaste månaden är februari, med i genomsnitt 215 mm nederbörd, och den torraste är juli, med 34 mm nederbörd.